# Andreas Bütow

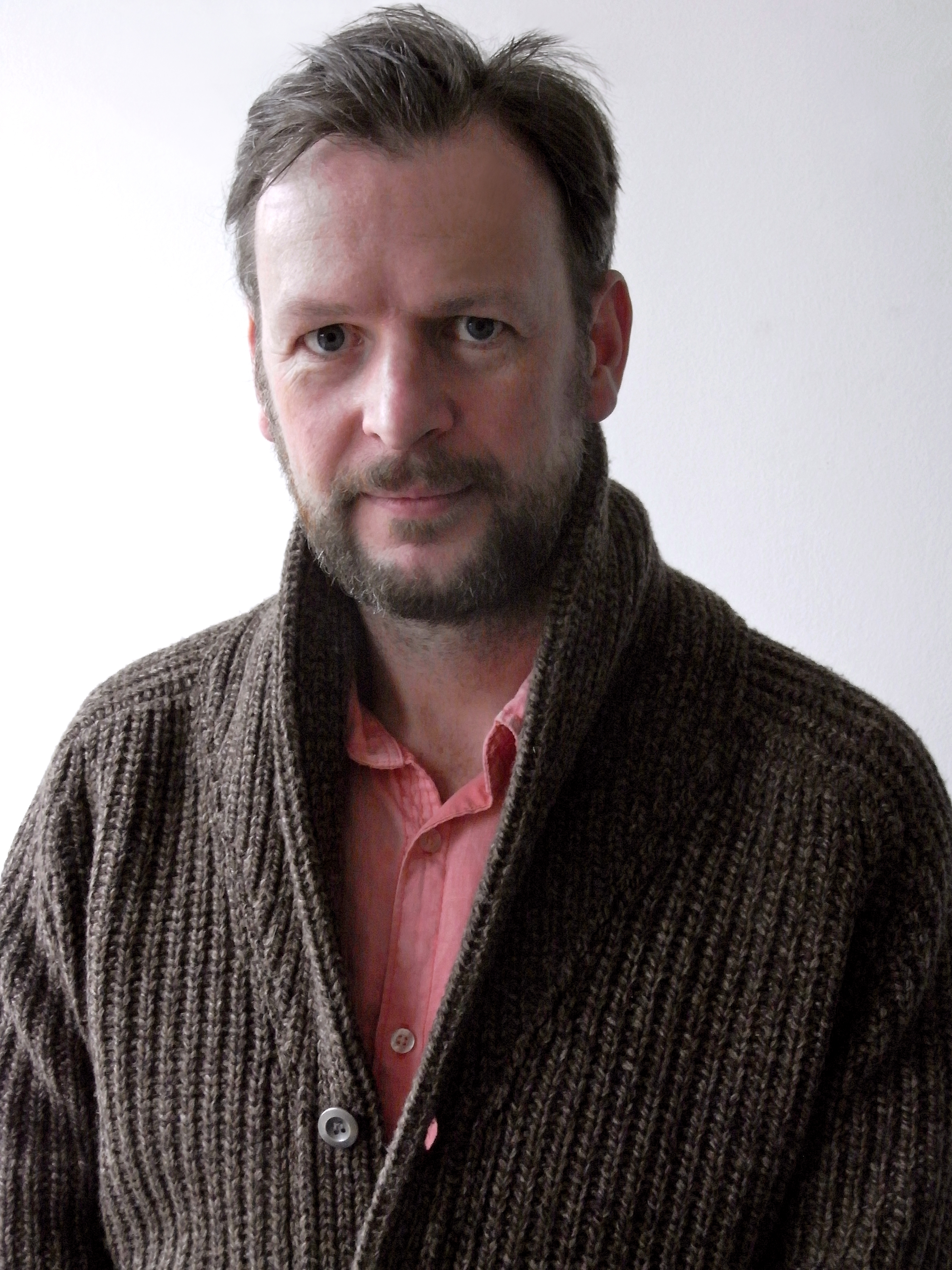
Andreas Bütow

Andreas Bütow (* 18. August 1967 in Lübeck) ist ein deutscher Drehbuchautor und Formatentwickler.

## Biografie
Nach dem Abitur in Lübeck arbeitete Andreas Bütow als Aufnahmeleiter bei Film- und Fernsehproduktionen.
Anschließend studierte er zunächst Germanistik und Amerikanistik in Berlin und wechselte 1993 an die Filmakademie Baden-Württemberg. Nach dem Diplom 1997 arbeitete Bütow als Drehbuchlektor bei Constantin Film und wurde anschließend freier Drehbuchautor.
Seit 2017 lebt Andreas Bütow in Leipzig. Neben seiner Tätigkeit als Drehbuchautor vertritt er die Interessen junger Filmschaffender in der Agentur PageMagnet.

## Filmografie (Auswahl)
- 1999: Swimming Pool (Kinofilm), Autor der Drehbuchvorlage
- 2000–2001: SOKO 5113 (Fernsehserie, ZDF), Autor
- 2002: Jack Point Jack: An Interactive Movie (Fernsehfilm, RTL2), Autor
- 2002: Sinan Toprak ist der Unbestechliche (Fernsehserie, RTL), Autor
- 2003: Broti & Pacek – Irgendwas ist immer (Fernsehserie, Sat.1), Autor
- 2004–2006: Jetzt erst recht – Das Geheimnis der 7. Querstraße (Fernsehserie, ZDF), Autor
- 2008–2010: Lenßen & Partner (Fernsehserie, Sat.1), Head Autor
- 2011: Forsthaus Falkenau (Fernsehserie, ZDF), Autor
- 2011–2012: Fluch des Falken (Kinder- und Jugend-Mystery-Serie, KI.KA / BR)  Creator, Head Autor
- 2012–2015: Im Namen der Gerechtigkeit (Daily Anwaltsserie, Sat.1) Head Autor
- 2016: Mein dunkles Geheimnis (Daily Serie, Sat.1) Head Autor
- 2017–2018: In aller Freundschaft (Medical Serie, ARD) Dramaturg